# Zigera acidalia
Zigera acidalia là một loài bướm đêm trong họ Noctuidae.